# Hannelore Zeppenfeld
Hannelore Zeppenfeld (8. Februar 1929 in Herne – 11. Juli 2016 in Taunusstein) war eine deutsche Schauspielerin.

## Leben
Das mehrfach angegebene Geburtsjahr 1936 ist unwahrscheinlich, da die Hefte des Theaters der Wartburgstadt Eisenach ihre Mitwirkung in einer Inszenierung des Molière'schen Eingebildeten Kranken (Regie: Wolrad Rube) in der Spielzeit 1950/1951 verzeichnet. Ihre Schauspielausbildung erfolgte privat bei Tilly Breidenbach in Berlin. Erste Theaterengagements erhielt sie in Berlin, Essen und Wiesbaden.
Verbürgt sind ihre Film- und Fernsehauftritte sowie einige spätere Theaterproduktionen. Ab 1962 spielte sie regelmäßig im Kleinen Theater am Zoo in Frankfurt am Main (später Fritz Rémond Theater genannt), u. a. 1968 – an der Seite von Hans-Joachim Kulenkampff – in einer Komödie von Sacha Guitry nach der englischen Fassung von Guy Boltons Nicht zuhören, meine Damen. Diese Aufführung wurde aufgezeichnet und ist auf DVD erhältlich. Ebenfalls mit Kulenkampff (und mit Rainer Zur Linde) war sie 1973 in einer Schweizer Hörspielproduktion von Ladislas Fodors Achtung, Vorhang! zu hören, Regie führte Klaus W. Leonhard. 1992/93 war sie gemeinsam mit Elisabeth Wiedemann und Margret Homeyer in der Comedy-Serie Im besten Alter, einer deutschen Version der US-amerikanischen Serie Golden Girls zu sehen. 1996 ist ihre Mitwirkung im Theaterstück Gin Rommé am Fritz-Rémond-Theater – an der Seite von Friedrich Schoenfelder – dokumentiert. Im September 1999 spielte sie am Berliner Theater am Kurfürstendamm mit Georg Preusse als Conférencier im Musical Cabaret und bekam gute Kritiken: „Hannelore Zeppenfeld und Horst Schäfer liefern sich als der alte Herr Schultz und das alte Fräulein Schneider reizende Kabinettstückchen, und das alles hätte großartiges Cabaret werden können, würde es die Regie nicht mit Gewalt verderben.“ 2000 und 2005 übernahm sie die Rolle der Daja in zwei Tourneetheater-Produktion von Lessings Nathan der Weise, die Titelrolle spielte 2000 Klaus Wagner, 2005 Günter Mack. Der Kölner Stadt-Anzeiger schrieb: „Mit sensibler Komik gab Hannelore Zeppenfeld zur großen Freude des Publikums die Erzieherin Daja, diese bigotte Christin, die, zwar treue Dienerin, in Wahrheit doch nur eines im Sinn hat: Rechas Christentum vor ihrem jüdischen Vater zu retten.“
2004 spielte Zeppenfeld neben Lis Verhoeven und Alexander Osteroth – erneut im Frankfurter Fritz-Rémond-Theater – in der Kriminalkomödie Arsen und Spitzenhäubchen. 2006 verkörperte sie Jedermanns Mutter bei den Berliner Jedermann-Festspielen,
mit René Kollo als Jedermann und Barbara Becker als Buhlschaft. Regie führte Brigitte Grothum, die Gründerin dieser Festspiele. 2007 spielte Zeppenfeld wiederum im Fritz-Rémond-Theater, diesmal im Briefroman Oskar und die Dame in Rosa von Éric-Emmanuel Schmitt, inszeniert von Paul Bäcker. Die FAZ schrieb: „Hannelore Zeppenfeld, die Grande Dame des Fritz Rémond Theaters, hat die Bühne für sich allein: ein Klinikzimmer, umrahmt von einem Reigen bunter Figuren, wie sie Kinder aus Papier schneiden. […] Hannelore Zeppenfeld hat einen grandiosen Auftritt. Sie trägt die Briefe vor und verfällt während des Lesens immer wieder ins doppelte Rollenspiel. Man glaubt Oskar noch einmal vor sich zu sehen, wie er sich gegen das Ammenmärchen vom Weihnachtsmann und zunächst auch gegen die Illusion namens Gott wehrt.“

## Filmografie (Auswahl)
- 1953 Staatsanwältin Cora
- 1954 Die goldene Pest
- 1965 Heute abend spielt Molière – Das Stegreifspiel von Versailles und Der Herr von Pourceaugnac
- 1968 Nicht zuhören, meine Damen!
- 1975 Stumme Zeugen
- 1977 Notarztwagen 7
- 1979 St. Pauli-Landungsbrücken, Folge Eine ganz normale Ausbildung
- 1982 Unheimliche Geschichten, Folge Der lautlose Ruf
- 1982 St. Pauli-Landungsbrücken, Folge Das Geheimnis
- 1983 Kontakt bitte…
- 1984 Rummelplatzgeschichten
- 1985 Tatort – Acht, neun – aus
- 1985 Ein Mann macht klar Schiff
- 2004 Rosamunde Pilcher – Traum eines Sommers
- 2004 Für immer und jetzt